# Lidia Ravera
Lidia Ravera (nació el 6 de febrero de 1951 en Turin, Piamonte) es una escritora italiana, periodista, ensayista y guionista.
Se hizo famosa en 1976 por la obra Porci con le ali, coescrito con Marco Lombardo Radice, una novela sobre los mitos e ideales alrededor del año 1968. 

## Guiones
- Porci con le ali (1977)
- Maschio Femmina Fiore Frutto (1979)
- Oggetti smarriti (1980)
- Adamo ed Eva, la prima storia d'amore (1982)
- Pathos - un sapore di paura (1987)
- Fair Games (1988)
- 32 dicembre (1988)
- Amori in corso (1989)
- Due madri per Rocco (1994)
- Dopo la tempesta (1995)
- Due volte vent'anni (1995)
- Un nero per casa (1998)
- Il Dolce Rumore Della Vita (1999)
- Una vita in gioco (Serie de televisión)
- Una vita E¡in gioco 2. Dopo la tempesta (Serie de televisión)[2]

## Obras de Teatro
- Comprami! (2012, con Marco Fusi)
- Nuda proprietà (2014).